# PVC群
PVC群（PVCぐん、PVC group）とは、細菌の系統についての仮説である。プランクトミケス門、ウェルコミクロビウム門およびクラミジア門を中核としたグループで、上門相当とされる。未培養系統である"Poribacteria"、Omnitrophica (OP3)系統を含む場合がある。広く受け入れられているわけではないが、トーマス・キャバリエ＝スミスは、この系統に対してプランクトバクテリア門 (Planctobacteria)を提唱している。
この系統全体に明確な共通する性質があるわけではない。プランクトミケス門とクラミジア門は細胞壁のペプチドグリカン及び細胞分裂に使用するFtsZを欠く。また、プランクトミケス門とウェルコミクロビウム門の一部の種、レンティスファエラ門の一部の種は、細胞内の構造が類似する。これらの特徴はPVC群全体が共通して持っているわけではないが、いくつかの分子系統的証拠があり、PVC系統はある程度受け入れられている。
一部の種は細胞複雑性が高く、さらに一部の種は他の細菌を直接飲み込む食作用の様な行動を見せる。他の原核生物と比べて明らかに真核生物に似た特徴を持つ。これらに関連して、過去にアスガルド古細菌との大規模な遺伝子水平伝播を起こした形跡があり、PVC系統はロキアクチンや微小管形成に必要な遺伝子をアスガルド古細菌から取得、逆にPVC系統は原始真核生物に脂質代謝あるいは水素代謝に必要な遺伝子を提供した可能性がある。